# Базарський район
База́рський райо́н — адміністративно-територіальна одиниця УСРР, що існував з 1923 по 1959 роки в складі Коростенської та Волинської округ, УСРР, Київської та Житомирської областей. Районний центр — село Базар.

## Історія та адміністративний устрій
Район було утворено 7 березня 1923 року у складі Коростенської округи Волинської губернії.
Район початково складався із 19 сільських рад колишніх Базарської та Ново-Вороб'ївської волостей Овруцького повіту: Базарської, Будо-Вороб'ївської, Будо-Голубієвицької, Велико-Кліщівської, Велико-Міньківської, Голубієвицької, Дерманківської, Дубровської, Калинівської, Ксаверівської, Лумлянської, Любарківської, Мало-Міньківської, Межиліської, Недашківської, Ново-Гутської, Нововороб'ївської, П'ятидубської, Рутвянської та Старовороб'ївської. 12 січня 1924 року в складі району було утворено чеську національну Гуто-Мар'ятинську сільську раду, 21 жовтня 1925 року — Малокліщівську сільську раду. 2 березня 1927 року до складу Малинського району було передано Будо-Вороб'ївську, Лумлянську та Старовороб'ївську сільські ради.
13 червня 1930 року, відповідно до постанови ВУЦВК та РНК УРСР, Коростенську округу було ліквідовано, територію, в тому числі й Базарський район, включено до складу Волинської округи. 2 вересня 1930 року було скасовано поділ УРСР на округи, через що, від 15 вересня 1930 року, Базарський район, як і решта окремих адміністративних одиниць, перейшов у безпосереднє підпорядкування до республіканського центру. 9 лютого 1932 року район увійшов до складу новоствореної Київської області. 14 листопада 1935 року було розформовано Дерманківську сільську раду. 22 вересня 1937 року було утворено Житомирську область з Базарським районом у складі.
В 1941-43 роках територія району входила до складу гебітскомісаріату Овруч Генеральної округи Житомир. Було утворено Вилівську та Лісно-Колонську сільські управи.
11 серпня 1954 року, внаслідок укрупнення, було ліквідовано Будо-Голубієвицьку, Звіздальську, Мар'ятинську, Рубежівську, Руднє-Калинівську та Слобідську сільські ради. 21 січня 1959 року, Указом Президії Верховної Ради УРСР район було ліквідовано. Територію було розділено між Малинським (увійшли Вишівська, Ксаверівська, Недашківська, Новогутянська та Рутвянська сільські ради) та Народицьким районами (відійшли Базарська, Велико-Кліщівська, Велико-Міньківська, Голубієвицька, Гуто-Мар'ятинська, Калинівська, Любарська, Малокліщівська, Маломіньківська та Межиліська сільські ради).

## Населення
У 1924 році в районі налічувалось 32 393 мешканці, в тому числі: чоловіків — 15 638 та жінок — 16 755.
За результатами Всесоюзного перепису населення 1926 року, на території Базарського району мешкало 38 038 осіб. Розподіл населення за рідними мовами був таким:
- Українська мова — 88,2 %
- Російська мова — 4,3 %
- інші — 7,5 %

Національний склад населення за даними перепису 1926 року:
| Національність | Кількість | Частка, % |
| -------------- | --------- | --------- |
| українці       | 30126     | 79,2      |
| поляки         | 3535      | 9,3       |
| євреї          | 1760      | 4,6       |
| росіяни        | 1570      | 4,1       |
| чехи           | 671       | 1,8       |
| німці          | 328       | 0,9       |
| інші           | 48        | 0,1       |

За даними перепису населення СРСР 1939 року кількість населення району становила 25 146 осіб, з них українців — 20 268, росіян — 1 724, німців — 297, євреїв — 573, поляків — 1 662, інших — 622.